# Крушение на станции Ока
Крушение на станции Ока — Столкновение хвостовой части поезда №94 Баку — Москва, ведомого электровозом ЧС2-479 (депо Мелитополь) с электровозом ЧС2-724 (депо Москва-пассажирская-Курская), следовавшим с поездом №62 Нальчик — Москва, произошедшее в четверг 13 сентября 1980 года в 4:30 утра Серпуховском районе на станции Ока Московской железной дороги. В результате столкновения был разбит электровоз ЧС2-724, смяты 3 хвостовых вагона поезда №94 Баку - Москва и полностью разрушена платформа станции Ока, погибли 30 человек, пострадали 58.

## Хронология событий
Вечером 12 сентября 1980 года в среду в 23:40 в пункт оборота станции Скуратово (Тульская область) прибыла для ночного отдыха локомотивная бригада из депо Москва-Пассажирская-Курская (ТЧ-1), состоявшая из машиниста 3-го класса Валерия Кузьменко и помощника машиниста Игоря Конова. В комнате отдыха они вместо сна начали играть в карты, что на этом пункте оборота в то время было довольно распространено, а руководство депо на это не обращало внимания. Далее ночью 13 сентября в 03:02 в четверг невыспавшиеся машинист 3-го класса Валерий Кузьменко и помощник машиниста Игорь Конов и приняли электровоз ЧС2-479 с поездом №94 Баку - Москва из 15 вагонов населённостью в 540 пассажиров.

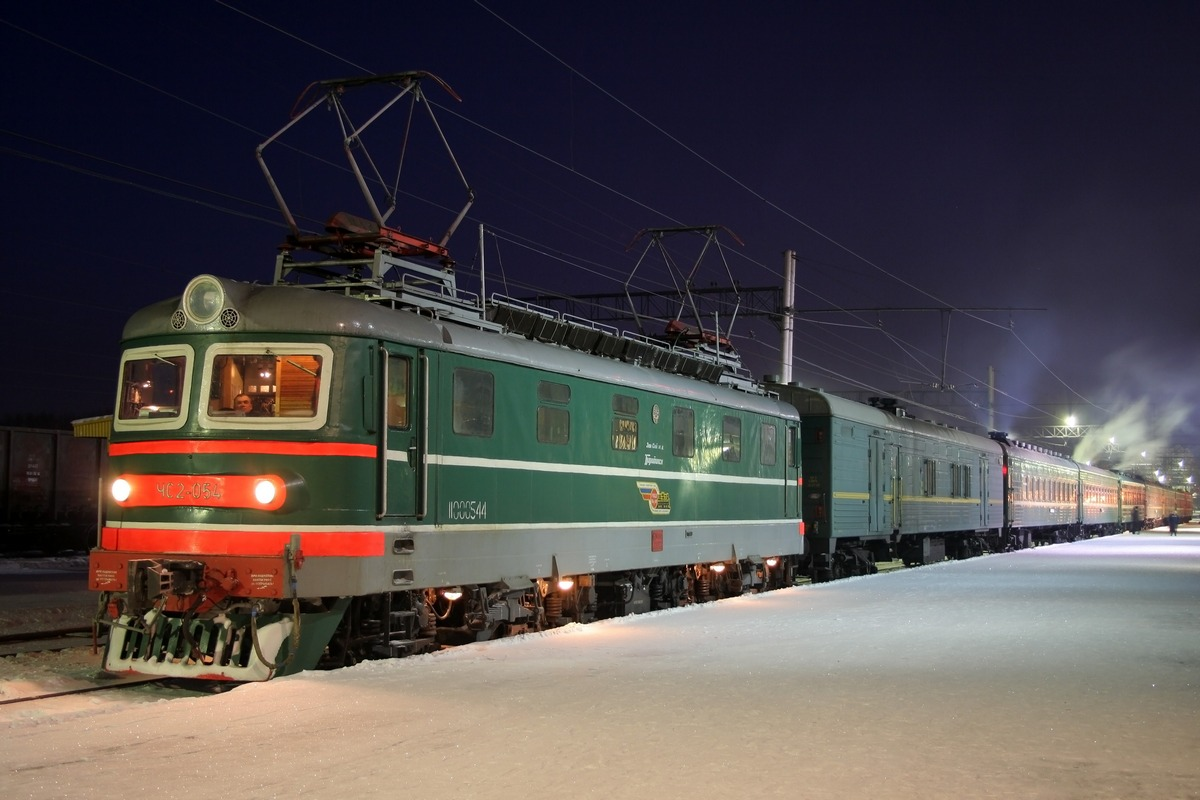
Электровоз ЧС2-054, аналогичный электровозам ЧС2-479 и ЧС2-724

В 04:15 электровоз ЧС2-479 с поездом № 94 Баку - Москва проследовал станцию Приокская по 1-му главному пути и через 5 минут пересёк границу Тульской и Московской областей. После проследования станции Ока по 2-му в 04:20 на 104 километре перегона Тула - Серпухов машинист Валерий Кузьменко снизил скорость до 42 км/ч, так как электровоз ЧС2-479 с поездом № 94 Баку - Москва приближался к началу предупреждения об ограничении скорости, после этого невыспавшиеся машинист Валерий Кузьменко и его помощник Игорь Конов уснули. Следуя в режиме выбега по подъёму к станции Серпухов, электровоз ЧС2-479 с поездом № 94 Баку - Москва начал замедляться и в 04:26 скорость упала до нуля.
Постояв так минуту, в 04:27 электровоз ЧС2-479 с поездом №94 Баку - Москва начал постепенно скатываться назад. Тем временем, следом за ним с разницей в 4 минуты следовал электровоз ЧС2-724 с поездом № 62 Нальчик - Москва из 17 вагонов населённостью в поезде № 612 пассажиров под управлением локомотивной бригады из депо Имени Ильича в составе машиниста 3-го класса Николая Андросова и помощника машиниста Андрея Руднева.
В 04:19, через шесть минут после после проследования станции Приокская электровозом ЧС2-724 с поездом № 62 Нальчик - Москва на локомотивном светофоре электровоза ЧС2-724 появился жёлтый огонь, поэтому машинист Николай Андросов снизил скорость до 38 км/ч, но вскоре огонь на локомотивном светофоре сменился на красно-жёлтый, а затем, когда до светофора Ч2 станции Ока оставалось около 450 метров, уже на красный и через 6 секунд после того, как на локомотивном светофоре электровоза ЧС2-724 сигнал сменился на красный - машинист Николай Андросов и его помощник Андрей Руднев заметили катящиеся на них хвостовые вагоны поезда № 94 Баку - Москва и Николай Андросов при той же скорости 38 км/ч применил экстренное торможение, в этот момент в кабине катящегося электровоза ЧС2-479 с поездом № 94 Баку - Москва проснулся машинист Валерий Кузьменко и к тому моменту скорость катящегося электровоза ЧС2-479 с поездом № 94 Баку - Москва уже была 30 км/ч и машинист Валерий Кузьменко также применил экстренное торможение. Но из-за малого расстояния — 80 м, в 04:30, произошло столкновение хвостовой части поезда № 94 Баку - Москва с электровозом ЧС2-724, следовавшим с поездом №62 Нальчик - Москва Суммарная скорость была 52 км/ч: ЧС2-724 с поездом № 62 Нальчик - Москва - 28 км/ч; ЧС2-479 с поездом Баку - Москва - 24 км/ч.
От удара 3 хвостовых вагона поезда № 94 Баку - Москва сошли с рельсов, первый отбросило на соседний путь, третий хвостовой вагон, врезавшийся в электровоз ЧС2-724 развернуло поперёк пути слетел, а второй хвостовой вагон выбросило на платформу и тот её полностью разрушил.
Машинист Николай Андросов и его помощник Андрей Руднев (ЧС2-724) в последний момент успели выскочить из электровоза и поэтому остались живы.
Всего в крушении погибли 30 человек (28 пассажиров поезда № 94 Баку - Москва и 3 проводника).
В процессе суда машинист Валерий Максимович Кузьменко получил 8 лет лишения свободы, а помощник машиниста Игорь Сергеевич Конов был уволен с железной дороги, а машинист Николай Давидович Андросов и помощник машиниста Андрей Борисович Руднев были оправданы.

## Электровозы
Электровоз ЧС2-479 изготовлен 18 мая 1965 года, с завода поступил в ТЧ-2 Харьков-Октябрь (ныне - ТЧ-2 Харьков-Главное) Южной железной дороги. В 1979 году был передан в ТЧ-3 Мелитополь Приднепровской железной дороги, на данный момент не находится эксплуатации из-за боевых действий в Украине.
Электровоз ЧС2-724 изготовлен 1 февраля 1969 года, с завода поступил в ТЧЭ-1 Москва-Пассажирская-Курская Московской железной дороги, после крушения списан в сентябре 1980 года из-за невозможности восстановления.